# Collegio Teresiano
Il Collegio Teresiano o Collegio delle Teresiane è un edificio di Barcellona e un'opera dell'architetto modernista Antoni Gaudí.

## Descrizione
Subito dopo aver progettato il Palazzo Güell, viene chiesto a Gaudí di ristrutturare il collegio delle Teresiane; a differenza di altre opere, in questa Gaudí ebbe un budget ridotto, con aspetto generale della struttura che non è caratterizzata da policromia.
Si notano i tipici elementi di Gaudí, quali le decorazioni in ferro e gli archi catenari. Archi parabolici che, partendo dal basso, salendo si dividono in sottomultipli arrivando semplificati a triangoli nella merlatura. Agli angoli del collegio, si innalzano delle guglie coronate da una croce a quattro bracci, che diventerà poi un simbolo ricorrente nelle opere di Gaudí. Gli spazi interni erano ben illuminati, grazie a un'ottima distribuzione della luce ed essi erano poi collegati da corridoi scanditi dal succedersi regolare di diaframmi parabolici.